# Golden Globe 1954
La cerimonia di premiazione dell'11ª edizione dei Golden Globe ha avuto luogo il 22 gennaio 1954 al Club Del Mar di Santa Monica, California.

## Premi per il cinema
Vengono di seguito indicati in grassetto i vincitori. Ove ricorrente e disponibile, viene indicato il titolo in lingua italiana e quello in lingua originale tra parentesi.

### Miglior film drammatico
- La tunica (The Robe), regia di Henry Koster

### Miglior film promotore di Amicizia Internazionale
- Per ritrovarti (Little Boy Lost), regia di George Seaton

### Miglior regista
- Fred Zinnemann – Da qui all'eternità (From Here to Eternity)

### Miglior attore in un film drammatico
- Spencer Tracy – L'attrice (The Actress)

### Miglior attrice in un film drammatico
- Audrey Hepburn – Vacanze romane (Roman Holiday)

### Miglior attore in un film commedia o musicale
- David Niven – La vergine sotto il tetto (The Moon Is Blue)

### Miglior attrice in un film commedia o musicale
- Ethel Merman – Chiamatemi Madame (Call Me Madam)

### Miglior attore non protagonista
- Frank Sinatra – Da qui all'eternità (From Here to Eternity)

### Miglior attrice non protagonista
- Grace Kelly – Mogambo (Mogambo)

### Migliore attore debuttante
- Richard Egan – Brigata di fuoco (The Glory Brigade) e The Kid from Left Field
- Steve Forrest – Solo per te ho vissuto (So Big )
- Hugh O'Brian – Il traditore di Forte Alamo (The Man from the Alamo)

### Miglior attrice debuttante
- Bella Darvi – Sinuhe l'egiziano (The Egyptian) e Operazione mistero (Hell and High Water)
- Pat Crowley – Eternamente femmina (Forever Female) e I figli del secolo (Money from Home)
- Barbara Rush – Destinazione... Terra! (It Came from Outer Space)

### Miglior documentario
- A Queen Is Crowned, regia di Christopher Fry

## Premi onorari
- Golden Globe alla carriera: Darryl F. Zanuck
- Golden Globe Speciale:
  - Jack Cummings per i trent'anni alla Metro-Goldwyn-Mayer
  - Walt Disney per Deserto che vive (The Living Desert)
  - Guy Madison alla migliore star dei western
- Henrietta Award
  - Il miglior attore del mondo: Alan Ladd e Robert Taylor
  - La miglior attrice del mondo: Marilyn Monroe